# Scelolophia randaria
Scelolophia randaria là một loài bướm đêm trong họ Geometridae.